# Portrætter af Benvenuto Cellini
Der eksisterer flere portrætter af Benvenuto Cellini (1500-1570) en italiensk guldsmed og billedhugger, herunder selvportrætter og værker af andre kunstnere. Benvenuto Cellinis udseende er hovedsagelig kendt fra portrætter af ham, der blev malet i hans levetid.
Dels under hensyn til, at der foreligger nogle få pseudo-portrætter fra det 17. – 20. århundrede, hvor Cellinis ansigt kun er et produkt af kunstnernes fantasi, dels på grund af fejlagtige senere tilskrivninger hersker der forvirring om, hvordan han i virkeligheden så ud.

## Et portræt af Benvenuto Cellini på Vasaris Fresko
Portrættet af Cellini på Vasaris Fresko er en del af et cirkelrundt freskomaleri (tondo) udført af Giorgio Vasari for Palazzo Vecchio i Firenze i 1563, hvor den allerede Cellini er fremstillet blandt andre hofmalere hos den florentinske hertug Cosimo I de’ Medici. Lige under hans ansigt står der skrevet «Benvenuto SCVL».
Alle dem, der er afbildet på tondoen, var genkendelige på Vasaris tid.
På tondoen ses 11 mennesker. Giorgio Vasari har nævnt ni af dem i sine skriftlige kommentarer til højre på fresken: Tribolo (Nicolo di Raffaello di Nicolo dei Pericoli), Tasso (Giovanni Battista del Tasso), Nanni Unghero, San Marino, Giorgio Vasari , Baccio Bandinelli, Bartolomeo Ammanati, Benvenuto Cellini og Francesco Di ser Jacopo. Den eneste af sine kolleger G. Vasari undlod at nævne, var Luca Martini.

### Bartolomeo Ammanattis portræt, fejlagtigt identificeret som et portræt af Benvenuto Cellini
Den traditionelle identifikation af personerne på freskoen, som var betragtet som korrekt siden 1500-tallet, blev bestridt i 1891 af Eugene Plon, en fransk bogudgiver. Selvom de fleste personer på freskoen signeret af Vasari, herunder Cellini selv, optræder under sine rigtige navne, har Plon alligevel betvivlet billedteksten. I sin bog hævder Plon på baggrund af de studier, han har gennemført, at «den virkelige» Cellini på freskoen er den mand, der med tiden er blevet identificeret som Bartolomeo Ammannati. De seneste undersøgelser foretaget i 1971 har resulteret i omidentificering af de personer, der er portrætteret på tondoen.

### Giorgio Vasaris portræt, fejlagtigt identificeret som et portræt af Benvenuto Cellini
af Cellinis ansigt blev gjort af den engelske kunstner og graver Joseph Collyer (en) (1748-1827) ved slutningen af 1700-tallet i forbindelse med en fresko i Palazzo Vecchio. Francesco Maria Tassi (en) påstod i 1829, at Collyer havde fået i opdrag fra den britiske udgiver «Nugent» at gravere et portræt af Benvenuto Cellini. På udkig efter det rigtige udseende af Benvenuto, valgte Collyer Vasaris tondo. Men det mislykkedes at identificere Cellini blandt de andre på tondoen.
Benvenuto Cellini er efter Collyers fejlagtige opfattelse den mand nederst på tondoen, der fører en samtale med Francesco di Ser Jacopo og kigger sig over skulderen mod tilskueren. Med andre ord, har den britiske mester i virkeligheden malet Giorgio Vasari på sit «Portræt af Benvenuto Cellini» i stedet for Cellini.

### Portræt af Benvenuto Cellini udført af Raffaello Morghen
To og et halvt århundrede efter Vasaris tondo, så verden et nyt «Portræt af Benvenuto Cellini», tegnet og graveret af den italienske kunstner Raffaello Sanzio Morghen (1758-1833), der brugte Cellinis ansigt fra en fresko i Palazzo Vecchio som reference. Dette billede fik stor udbredelse takket være den tids bogudgivere. I dag er dette værk af Raffaello Sanzio Morghen (samt dets senere variationer) den mest velkendte og bredt reproducerede afbildning af Cellini.

## Cellinis selvportrætter

### Selvportræt af Benvenuto Cellini på en buste af Cosimo I Medici
Efter at være kommet tilbage fra Frankrig til sin hjemby Firenze i 1545, udformede Benvenuto en bronzebuste af Cosimo I de’ Medici, Storhertugen i Toscana. Det dekorative hoved, der er synligt på bustens højre skulder, er et selvportræt af Cellini, dannet af omridset af Satyr, Løve og Mand. Skønt hovedet på skulderen indeholder animalske elementer, er relieffet helt antropomorft.
Cellini har brugt Løve og Satyr som prototyper. Løven som en del af det groteske billede på busten er en allusion til Cellini selv. Satyrens dyrelignende træk i kombination med et menneskeligt ansigt indeholder en endnu tydeligere hentydning til Cellinis personlighed, end den semiotiske værdi af Løvens afbildning. Ved at optræde i skikkelse af Satyr, alluderer Benvenuto til sit eget tilnavn «Diablo». I renæssance-samfundets øjne var Satyr synonym med en dæmon eller endda med «Djævelen» selv.
Dr. Pope-Hennessy mener, at hornene på hertugens rustning bør fortolkes som en hentydning til Stenbukken, Cosimo de’ Medici’s stjernetegn.

### Benvenuto Cellinis selvportræt på en skitse i det Kongelige Bibliotek i Torino
Det kongelige bibliotek i Torino (en) (Biblioteca Reale di Torino) huser to skitser af Benvenuto Cellini tegnet på begge sider af et ark papir, der måler 28,3 x 18,5 cm. På den ene side af arket ses en grafit tegning af en skægget mand i en alder af omkring 45 år, som er identificeret som et selvportræt. På bagsiden finder man en blækskitse af mandlige kroppe og et ansigt i profil. Tegningen ledsages af Benvenutos nogle få håndskrevne notater med en dato: «21 juli 1559».

### Benvenuto Cellinis selvportræt på baghovedet af Perseus
Bronzemasken på Perseus’ baghoved anses traditionelt for at være et selvportræt af Cellini. Nyere undersøgelser bekræfter denne formodning.

### Selvportræt af Benvenuto Cellini
På det malede selvportræt ser Cellini noget ældre ud, end på skitsen i Torino. Hans endnu ikke indfaldne kinder på tegningen i Torino taler for, at han stadig har sine kindtænder i behold. Dette maleri er en skitse.
Olieskitser på papir var meget populære blandt italienske kunstnere i senrenæssancen og under manierismens periode. Den runde røde fløjlshue Cellini har på, alluderer til hovedet af St. Macarius den Store, en velkendt person fra den berømte middelalderlige fresko «Dødens triumf» (Camposanto, Pisa).

### Selvportrætter af Benvenuto Cellini på afbildningerne af Jupiter (Perseus) og Ocean (kong Frans I Saltkar)
Ordene «TE FILI SIQUIS LAESERIT ULTOR ERO» står indgraveret under Jupiters niche på soklen af Cellinis «Perseus» og bærer en dybt personlig konnotation. Jupiters biometriske egenskaber, selvom meget idealiserede, har en portrætlighed med Neptun (Ocean) på det berømte Saltkar, der blev udført af Cellini for den franske konge, Frans I. Saltkaret (26 x 33,5 cm., guld, delvis dækket med emalje, base: ibenholt) er hans eneste kendte guldsmedearbejde, der har overlevet til vor tid. Mesterværket blev lavet af Benvenuto lige efter hans fængsling mellem 1540 og 1543, altså ti år før han skabte sin Jupiter i Firenze.
Begge guders figurer og ansigtsudtryk, som de er afbildet, må vel hentyde til de individuelle særpræg hos Benvenuto selv, der kan ses på andre portrætter af billedhuggeren.

## Benvenuto Cellinis portræt i porfyr
Det 19. århundredes franske udgiver Eugene Plon, ud over at han tog fejl ved identifikation af personerne på Vasaris fresko i Palazzo Vecchio, hvilket førte til en forkert tilskrivning, har rettet offentlighedens søgelys mod en artefakt, der i dag er kendt som «Porfyrportræt af Benvenuto Cellini». Han skrev i den forbindelse:
«M. Eugene Piotte har gjort os en uvurderlig tjeneste ved at stille til vores rådighed et portræt lavet i porfyr med følgende sølvindskrift på bagsiden: «Benvenuto Cellini, nato di Giovani di Andra e di Maria Lisabetta di Stefano Granacci, il dì d’Ognissanti nel 1500».
Denne artefakt er nu udstillet på Nationalmuseet for Renæssance (Château d’Ecouen, Frankrig). Forfatterskabet til portrættet tilskrives Francesco Salviati.
E. Plon daterer den 8,5 cm stor medaljon til første halvdel af det 16. århundrede og tror, at det er en nøjagtig gengivelse af «Portrættet af messer Benvenuto i ramme af nøddetræ», som ifølge bevidnelse fra notarius publicus «hang på væggen i Guldsmedens hus på tidspunktet for hans død». Plon hævder endvidere, at «der findes flere portrætter i porfyr opbevaret på et galleri i Palazzo Pitti» og at «alle af dem dateres til samme epoke, hvad angår tiden for deres skabelse». Denne påstand bestrides imidlertid af dagens forskere. Alle tilgængelige oplysninger tyder på, at det kun er to porfyrportrætter, der nogensinde har eksisteret. En af dem viser den såkaldte «Benvenuto Cellini» og den anden «Ferdinando I Medici».
I 1971 udgav det statslige Postvæsen i Rumænien et frimærke i anledning af 400-årsdagen for Cellinis død. «Porfyrportrættet» blev valgt som grundlag for frimærket. På samme tid solgte det parisiske auktionshus «Drouot» i 2007 et billede benævnt som «Portræt af Monsieur Strozzi», der tilskrives en ukendt efterfølger af Cornelius de Lion. Dette billede er signeret.
Indskriften nedenfor siger, at manden på portrættet hedder Monsieur Strozzi. Men nu er det vel sikkert at sige, at denne mand er Benvenuto Cellini.

### Benvenuto Cellinis portræt lavet af Zocchi/Allegrini
Efter genopdagelsen af Cellinis bog af offentligheden i slutningen af det 18. århundrede, blev det nødvendigt med forfatterens autentiske portræt for at kunne illustrere publikationerne. Mange kunstnere og gravere fik bestillinger fra forskellige forlag på, at udføre billeder af Benvenuto. Det tidligste eksempel på sådanne portrætter af den ‘nye bølge’ var en gravering lavet af den italienske mester Francesco Allegrini i 1762. Allegrini benyttede en tegning af Giuseppe Zocchi (1711-1767) som grundlag for sit arbejde.
Det er ikke kendt, hvilke inspirationskilder Giuseppe Zocchi brugte i sit 18. århundrede, dog adskiller hans portræt sig mærkbart fra Benvenuto Cellini på Vasaris fresko. Allegrini/Zocchis værk blev købt af Louis-Philippe (der var hertug i Orleans og senere blev konge af Frankrig) til sin samling. En kopi af ‘Portrait of Benvenuto Cellini by Zocchi / Allegrini’ findes på Château de Versailles i Trianon.

## Benvenuto Cellini i andre kunstværker

### Skulptur af Jean-Jacque Feuchère
Den franske billedhugger Jean-Jacques Feuchère (1807-1852) støbte denne lille bronzeskulptur i 1837. Portrættet har en vis lighed med personen identificeret som Cellini på Vasaris tondo. Feuchère, Jean-Jacques. Benvenuto Cellini, Bronze (1837).

### Bæger af brødrene Marrel
Kong Louis-Philippe havde købt dette kunstværk som gave til sin søn Louis, hertug af Nemours. Begæret blev højtideligt overrakt under en industriudstilling i Paris i 1839.
Guldsmedene og kompagnonerne Antoine-Benoit-Roch og Jean-Pierre-Nazaire Marrel skabte deres mesterværk på en bølge af inspiration, idet de var dybt imponeret over det såkaldte «Augsburgs bæger», der på det tidspunkt var tilskrevet Cellini og blev købt af Louvre-Museet i 1832. Dette bæger er en sølvskål med forgyldning.

### Buste af Vincenzo Gajassi
Den italienske skulptør Vincenzo di Marco Fabio Apolloni (alias Gajassi) huggede i 1844 en marmorbuste af Benvenuto Cellini, der senere samme år blev givet af lady Eleonora Butler til Kapitolmuseerne (Musei Capitolini i Rom). Mesteren forsøgte tilsyneladende at gengive i sin model de markante individuelle træk ved Cellinis udseende, han har fundet på Vasaris fresko i Palazzo Vecchio. Dette forsøg giver sig udslag i det karakteristiske lange skæg, samt i formene af den portrætteredes næse, øjenbryn og profil. Apolloni, Vincenzo di Marco Fabio. ‘Buste af Benvenuto Cellini’. Marmor. (1844). Kapitolmuseerne, Rom.

### Skulptur udført af Ulisse Cambi
Arkitekten Giorgio Vasari og hans efterfølger Bernardo Buontoletti efterlod 28 ledige nicher i murene af kolonnaden i Uffizi-paladset. En buste af Benvenuto Cellini lavet af Ulisse Cambi (1807-1895) blev installeret i en af nicherne. En over 3 meter høj marmorstatue blev åbnet for publikum den 24. juni i 1845.
Portrættet er helt og holdent udsprunget af Cambis fantasi. Såvel den måde, Benvenuto er skildret på, som selve skulpturen i sin helhed udløste hård kritik fra offentligheden.

### Buste af Raffaello Romanelli
Benvenuto Cellinis buste udført af Raffaello Romanelli blev placeret i midten af den Gamle bro (Ponte Vecchio, Firenze) i 1901. Romanelli havde givet sine egne ansigtstræk til Cellinis portrætbuste på Ponte Vecchio.

## Stilistiske forskelle mellem portrætter og selvportrætter af Cellini
Alle selvportrætter af Benvenuto Cellini er i tråd med hans litterære autobiografiske beskrivelse, hvor han fremstår som en heroisk personlighed. Den heroiske karakter, disse kunstneriske skildringer er præget af, skyldes en speciel teknik, som var blevet opfundet af Michelangelo og nu kaldes for «terribilità». Dette kan opnås ved, at gøre brynene rynket og at give et fast blik i øjnene. Cellinis udseende har mange karakteristiske særtræk og egenskaber, hvoraf nogle kan betragtes som hans unikke kendetegn, herunder:
• brede kindben
• en underudviklet og noget fremspringende underkæbe, så den nederste læbe ligger ovenpå overlæben
• en stor næse, tynd og lige i næseroden, men har en fortykkelse og et lille hul på næsespidsen
• grøn-grå øjne, som synes at sidde tæt ved næseroden
• mandelformede øjenlåg
• forholdsvis tykke øjenbryn, selvom Cellini i nogle selvportrætter prøvede at gøre dem noget mindre
• Cellini begyndte at blive skaldet ganske ung, men dette gik langsommere med tiden; alligevel har Benvenuto Cellini mistet sit hovedhår i en alder af 50 år
• tynde og stærke hænder
• en atletisk kropsbygning og rank holdning hele livet
Cellini havde tendens til at idealisere og heroisere sit udseende. I nogle tilfælde resulterede det endda i, at «forbedringerne» i hans ansigtstræk så lidt overdrevne ud.